# 弗朗西斯奧林匹克體育場
弗朗西斯奧林匹克體育場（英語：Francis Olympic Field）是聖路易華盛頓大學的一個體育場，目前該大學的田徑、越野跑、足球和美式足球等校隊使用。它位於密蘇里州聖路易縣，在該大學丹佛斯校區的最西邊。它興建於聖路易世界博覽會，曾經擁有15,000個觀眾席，但1984年重修時，縮減為3,300個。它是密西西比河以西仍在使用中的最古老體育場。弗朗西斯體育場目前鋪設人工草坪，可用來舉辦足球與美式足球賽事。
1907年10月，弗朗西斯奧林匹克體育場以前密蘇里州州長和聖路易世界博覽會主席大衛·R·弗朗西斯的姓氏命名。2019年添加了“奧林匹克”字樣，以反映其在1904年夏季奧運會中扮演的角色。